# Edificio Look
El Edificio Look (en inglés: Look Building) es un edificio histórico ubicado en Nueva York, Nueva York. El Edificio Look se encuentra inscrito  en el Registro Nacional de Lugares Históricos desde el 24 de febrero de 2005. 

## Ubicación
El Edificio Look se encuentra dentro del condado de Nueva York en las coordenadas 40°45′31″N 73°58′33″O / 40.758611, -73.975833.